# حکایت میرزا یحیی
حکایت میرزا یحیی یک مجموعه تلویزیونی محصول سال ۱۳۷۴ به کارگردانی حمید لبخنده،  می‌باشد که در نوروز ۱۳۷۵ از شبکه ۲ پخش شد.

## بازیگران
- حمید مهین‌دوست
- ثریا قاسمی
- نگار فروزنده
- جمال اجلالی
- مهوش وقاری
- حبیب دهقان‌نسب
- اسماعیل سلطانیان
- بهروز مسروری
- حسن زارعی
- سیروس قهرمانی
- مهرداد نظری